# Яренськ

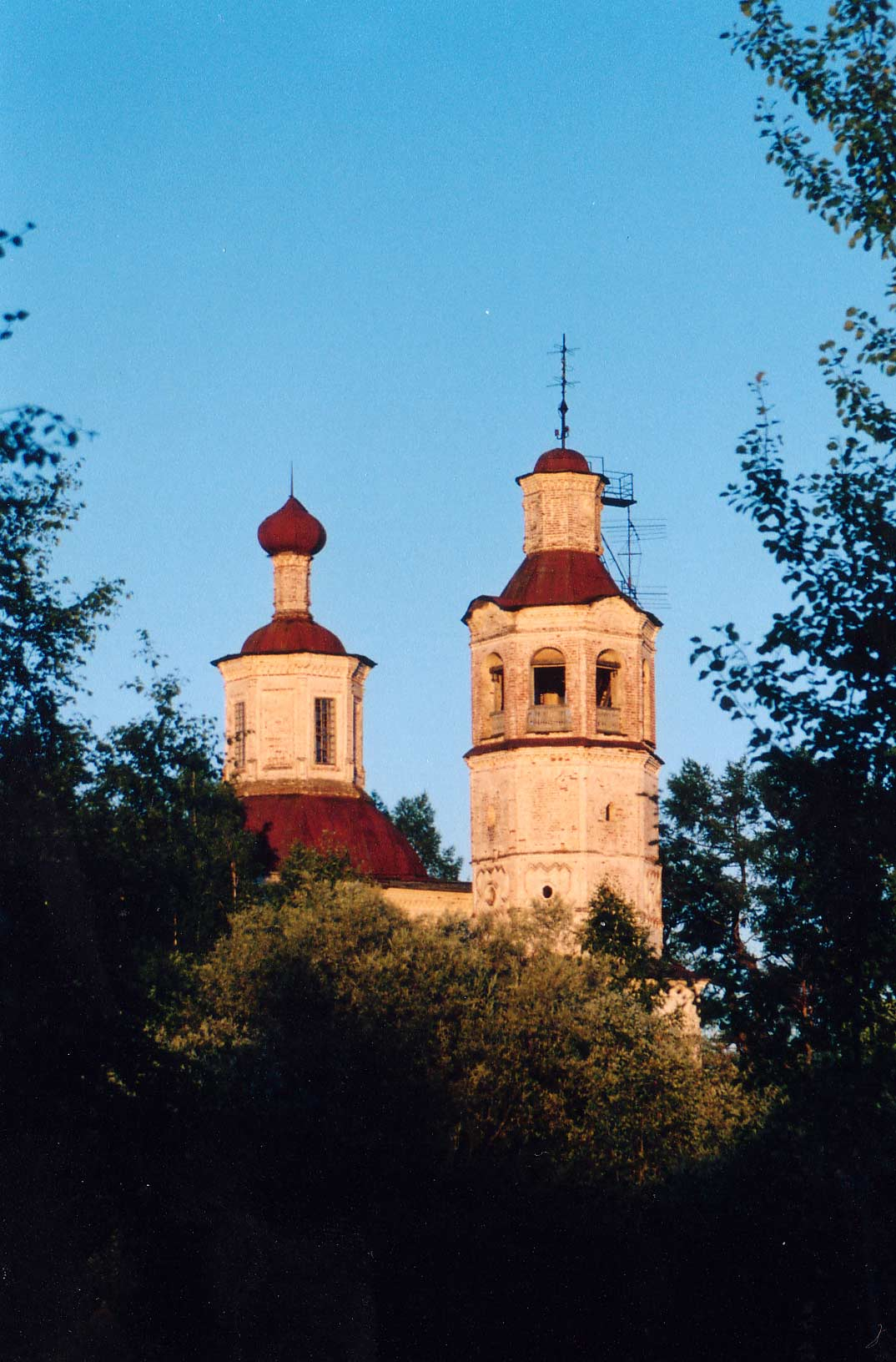
Спасо-Преображенський собор — один з символів Яренська

Я́ренськ (рос. Яренск) — село (до 1924 року — місто) на південному сході Архангельськой області Росії, центр Ленського району.

## Основні дані
Населення — 4,1 тис. осіб (станом на 1 січня 2005 року).
Село розташоване поблизу впадіння р. Яренги в Вичегду, на відстані 22 км від найближчої залізничної станції і у відлеглості за 1011 км від обласного центру м. Архангельська (залізницею).

## Назва та історія
Село назване на честь річки Яренга, а цей гідронім, в свою чергу, походить від комі-зирянського «яран» — оленяр (так само комі називають ненців).
Перша згадка «Єренського городка (містечка)» датується 1384 роком (т.зв. Вичегодсько-Вимський літопис). Поселення було розташоване на річці Вичегда, природному північному шляху на Урал, що сприяло його розвитку.
За указом російського царя Петра I від 1708 року, уся імперія поділялась на 8 губерній, і Яренськ увійшов до складу Сибірської губернії.
5 лютого 1780 року указом імператриці Катерини II з-поміж великого числа інших поселень Яренськ отримав статус повітового містечка з присвоєнням йому герба.
Впродовж багатьох століть Яренськ був осередком обсяжного Яренського повіту Вологодської губернії, що обіймав більшу частину сучасної Республіки Комі.
Яренськ у Російській імперії традиційно відігравав роль місця політичних заслань, в т.ч. і українців. Ця ганебна практика тривала і за СРСР — в 1920—60-і рр. Яренськ та його околиці правили за місце заслання розкуркулених селян і націоналістів (т.зв. спецпереселенці), переважно з України (так у 1931 р. кожна п'ята дитина в навчальних класах Яренська була українською).
В 1920-х рр. XX ст. почалось реформування адміністративно-територіального устрою СРСР і на землях Яренського повіту було створено Ленський район, що спочатку ввійшов до Вологодської губернії і трохи згодом до складу Архангельської області. В результаті Яренськ втратив статус міста, лишившись селищем—районним центрои.

## Виноски
1. ↑  Угрюмова Ю. Національний склад спецпереселенців [Архівовано 14 грудня 2015 у Wayback Machine.] // Спецпереселенці Ленського району в 1930—1940 рр. у споминах очевидців (рос.)